# وولکا وسووسکا
وولکا وسووسکا (به لاتین: Wólka Łysowska) یک روستا در لهستان است که در گمینا پژسمکی واقع شده‌است.